# Linter (Belgia)
Linter (fr. Linte) – miejscowość i gmina (gemeente) w Belgii, w Regionie Flamandzkim, w prowincji Brabancja Flamandzka, w okręgu Leuven. 1 stycznia 2024 roku liczyła 7323 mieszkańców.

## Podział administracyjny
W skład gminy wchodzi siedem dzielnic (deelgemeente):
- Drieslinter
- Melkwezer
- Neerhespen
- Neerlinter
- Orsmaal-Gussenhoven
- Overhespen
- Wommersom

## Demografia
Ludność, stan na 1 stycznia:
| Rok     | 1970 | 1981 | 1990 | 2000 | 2010 | 2020 | 2024 |
| ------- | ---- | ---- | ---- | ---- | ---- | ---- | ---- |
| Ludność | 6744 | 6568 | 6539 | 6852 | 7075 | 7271 | 7323 |